# Jorge Hohenlohe
Jorge Hohenlohe (en alemán: Georg Graf von Hohenlohe en húngaro: Hohenlohe György) (c. 1350 - † 3 de agosto de 1423) fue obispo de Passau (1390 - 1423) y administrador de la arquidiócesis húngara de Estrigonia (1418 - 1423).

## Biografía
Los miembros de la aristocrática familia Hohenlohe hallaba sus orígenes en la antigua nobleza franca, y para la época de Jorge, portaban el título de condes del Sacro Imperio. En 1387 fue elegido obispo de Passau frente a Ruperto von Berg, habiendo sido nombrado por consejo canónigo y en contra de los ciudadanos, quienes intentaron impedirle el ingreso a la ciudad. Se produjeron enfrentamientos armados.
El duque Alberto III de Austria consiguió entonces hacer que el Papa Urbano VI lo proclamase obispo de Passau en 1389. Por otra parte, Ruperto, quien no solo estaba apoyado por los habitantes de Passau, sino por la influyente familia Witteslbach, se mantuvo en la diócesis gobernando la región bávara de ésta, mientras Jorge Hohenlohe se residenciaba en San Poelten, dirigiendo la parte austríaca.
En 1390, el Papa Bonifacio IX nombró a Ruperto como obispo de Paderborn, pero los habitantes de Passau continuaron sin querer reconocer a Jorge como obispo, así que no pudo acceder a la ciudad. No fue sino hasta 1393 cuando Ruperto renunció a Passau, que Jorge finalmente pudo hacer su violenta entrada a la ciudad y ocupó el trono de la diócesis.
Puesto que los ciudadanos continuaban resistiéndose, Jorge fue privado de muchos de sus derechos obispales. En 1394 restauró el castillo de Eggendobl y en 1391, así como entre 1395 y 1398 continuó una enérgica política contra los herejes valdenses junto al inquisidor Pedro Zwicker.
El 7 de mayo de 1407 Jorge puso la piedra de fundación de la nueva catedral gótica en honor a San Esteban protomártir (cuyo coro construido por Hans Krummenauer aún existe). En 1409 el obispo Jorge construyó los muros de las ciudades de Inn y de Ilzstadt.
Jorge apareció en el concilio de Constanza (1414-1418) a comienzos de 1415 con un séquito de cientos de caballos. Se rodeó con profesores de la universidad de Viena, y en el consejo representó y asesoró al emperador germánico Segismundo de Luxemburgo (siendo nombrado su canciller desde 1421). 
Puesto que previo a su reciente elección como emperador germánico, Segismundo era rey de Hungría desde décadas atrás, su corte y palacios se hallaban en el reino húngaro, así como su centro de poder y legitimidad. El 30 de mayo de 1418 murió el arzobispo de Estrigonia Juan de Kanizsa, el personaje con mayor poder en la Iglesia católica húngara, quedando la silla de la arquidiócesis vacía. Segismundo pronto nombró administrador de la arquidiócesis a Juan Hohenlohe y en 1419 participó en un sínodo diocesano. Condujo varias misiones diplomáticas para los Habsburgos. El Papa Martín V le concedió el paso de la diócesis de Passau por la de Salzburg. 
Vivió hasta 1423 como administrador de la arquidiócesis de Estrigonia, la cual fue conducida tras su muerte por el anterior obispo de Transilvania Jorge de Pálócz, nombrado arzobispo por el rey Segismundo.